# Yo no pedí vivir
Yo no pedí vivir fue una telenovela mexicana producida por Irene Sabido para Televisa en 1977. Con una historia original de la argentina Celia Alcántara contó con las actuaciones protagónicas de Mapita Cortés, María Rivas y Elizabeth Dupeyrón, acompañadas de un gran reparto compuesto por Juan Peláez, Mario Casillas, Antonio Medellín y Carlos Fernández, entre otros.

## Argumento
La historia gira en torno a la vida de tres mujeres muy relacionadas entre sí, la primera de ellas, Gabriela Morando va a casarse con su novio, Leandro Rivero, pero los amigos de éste, Esteban, Germán y Páez, en complicidad con Irene la hermana de Esteban, le juegan una cruel broma a Leandro haciéndole creer que Gabriela tiene un amante, por medio de una carta anónima que le mandan, Leandro furioso le muestra la carta a Gabriela y rompe su compromiso con ella. Pero la broma llega demasiado lejos cuando Leandro, a causa de su tristeza y nerviosismo, fallece en un accidente en su auto. A partir de este trágico suceso Gabriela jura encontrar a los culpables de la muerte de su prometido. Al cabo de un tiempo descubre a los cuatro culpables y ahora su mente sólo da cabida para la venganza. Pero a medida que va concretando sus planes, se le presenta un pequeño obstáculo: se descubre enamorada de Esteban.
La segunda protagonista de la historia es Soledad Nájera, una famosa escritora y amiga de Gabriela, quien involutariamente provoca un accidente en una carretera y es confinada a un hotel en un pueblo cercano mientras se cura de sus heridas y la policía la desliga de toda responsabilidad. Allí, Soledad llamará la atención del mecánico César y su amigo Mauricio, que se enamoran de ella. Sin embargo, a la joven le salen al paso Sara, una joven viuda y propietaria del hotel del pueblo, y su hermana Lucía, que también están enamoradas de César.
La tercera protagonista es Irene, quien fue una de las participantes de la broma que terminó con la vida de Leandro. Ella se enamora de Germán, el amigo de Esteban y otro de los participantes en la broma, pero Gabriela siguiendo sus planes de venganza, instiga a Germán para que le haga una escena de celos a Irene, lo cual la deja muy lastimada, siendo Esteban quien sale en su defensa reprochándole su conducta a Gabriela a pesar de estar enamorado de ella.
Así, estas tres mujeres luchan contra sus problemas personales, y al no encontrar una solución aparente a sus dilemas, provoca que lo único que quieran hacer es gritar: ¡Yo no pedí vivir!

## Elenco
- Mapita Cortés - Gabriela Morando
- María Rivas - Soledad Nájera
- Antonio Medellín - César
- Elizabeth Dupeyrón - Irene
- Mario Casillas - Esteban
- Eric del Castillo - Pedro
- Carlos Fernández - Germán
- Yolanda Ciani - Lucía
- Mercedes Pascual - Sara
- Fernando Larrañaga - Mauricio
- María Fernanda - Martha Zárate
- Lourdes Canale - Josefa
- Odila Flores - Viviana
- Carlos Rotzinger - Francisco
- Miguel Gómez Checa - Fabio
- Martha Patricia - Michelle
- Josefina Echánove - Rosa
- Patricia Martínez - Alicia
- Jorge Mondragón
- Alberto Inzúa
- Alfonso Meza

- Datos: Q6170102